# زنبق بصری
زنبق بُصری (نام علمی: Iris bostrensis) نام یک گونه از سرده زنبق است.